# Pusiola tinaeella
Pusiola tinaeella är en fjärilsart som beskrevs av Sergius G. Kiriakoff 1958. Pusiola tinaeella ingår i släktet Pusiola och familjen björnspinnare. Inga underarter finns listade.